# Aenictus rixator
Aenictus rixator é uma espécie de formiga do gênero Aenictus.